# Храм Архангела Михаила (Хорог)
Храм Архангела Михаила — построен в 1916, Хорог, Хорогский район, Памирский уезд, Ферганская область, Российская империя. Храм был построен с 1910 по 1916 год на высоте 2100 метров над уровнем моря для духовного попечения Памирского отряда. Ныне полуразрушенная православная церковь в городе Хорог в Республике Таджикистан.

## История
Осенью 1895 года в кишлаке Хорог был основан русский пограничный пост, а в октябре 1897 г. начальник Памирского отряда Эдуард Карлович Кивекэс перенёс штаб-квартиры Памирского отряда с Памирского поста «Шаджан» на Восточном Памире в кишлак Хорог («с 1932 года город, административный центр Автономной области Горного Бадахшана (АОГБ с 5.12.1936 переименована в ГБАО»). Православная община, состоящая из пограничников и их семей, окормлялась приезжими священниками из Ходжента. В 1905 году полковник Елагин, служивший на Памире, пожертвовал 10 тысяч рублей на строительство православного храма для постов на границе с Эмиратом Афганистана. 2 декабря 1909 года Туркестанский генерал-губернатор А. В. Самсонов «распорядился обратить эти деньги на строительство храма в Хорогском посту»:

В состав комитета были включены начальник Памирского отряда, его помощник, начальник Хорогского поста и инженер из ферганской инженерной династии. Проект строительства храма в 1910 году составил инженер-полковник Александр Александрович Бурмейстр. Стройматериалы (за исключением рваного местного камня) везли из Ферганской области.
Строительство велось долгих пять лет и завершилось только в 1916 году. Особенно активное участие в строительстве принимал военный состав всего Памирского отряда. Стены возводили солдаты и местное население — шугнанцы. Освящение Храма Архангела Михаила завершено в честь 25-летия создания Памирского отряда.
— 

В 1918 году в связи с установлением советской власти участник антисоветского заговора, начальник Памирского отряда полковник В. В. Фенин организовал переход Памирского отряда в Индию через Гиндукуш. В это время исчез купол храма. Существует предположение, что его забрали с собой военные, но маловероятно, что его могли перенести через перевалы. В годы советской власти здание использовали как конюшню и сеновал.
После распада СССР южная граница Республики Таджикистан находилась под охраной российских пограничников. В середине 2000-х годов Хорогский пограничный отряд передали таджикским пограничникам. Доступ к храму затруднён его нахождением на территории военного объекта. Ищутся возможные пути его восстановления.

### Комментарии
1. ↑  «Эдуард Карлович Кивекэс (фин. Каарло Эдвард Кивекяс) неоднократно был начальником Памирского отряда (1897—1899, штабс-капитан 1898; 1901—1902, капитан 1902; 1905—1908, подполковник 1905)»[1].
2. ↑  Постановление VIII Чрезвычайного Съезда Советов СССР (25 ноября — 5 декабря 1936 года).
3. ↑  «Валериан Викторович Фенин — полковник, начальник Памирского отряда (август 1917 — ноябрь 1918), участник антисоветского заговора, организатор перехода Памирского отряда в Индию через Гиндукуш (при переходе потерял жену и новорождённого сына от сильной простуды). В эмиграции в Иране (с 1928), в Багдаде с 1929 по 1930 год, возглавлял «Русский дом», член организации «Русский общевоинский союз», затем в организации «П.К.», умер в Ираке 7 апреля 1933 года»[1].